# Club Patí Tordera
El Club Patí Tordera, o simplemente CP Tordera, es un club de hockey sobre patines de la localidad barcelonesa de Tordera. Fue fundado en el año 1946 y actualmente milita en la OK Liga Plata.

## Historia
El éxito más importante del club fue el triunfo en la final de la Copa de la CERS de la temporada 1985-86, en el que derrotó al Hockey Bassano. En la década siguiente llegó a disputar las finales de 1994-95 y 1995-96, perdiendo ambas de forma clara ante el OC Barcelos y Oporto respectivamente. Cabe destacar también las semifinales alcanzadas en la temporada 1982-83 en las que cayó ante el Vercelli.
A nivel nacional destacan los subcampeonatos de la liga española de División de Honor de las temporadas 1979-80 y 1983-84, que le permitieron disputar la Copa de Europa de las temporadas 1980-81 y 1984-85, en las que alcanzó las semifinales perdiéndolas ante el FC Barcelona, que se proclamaría campeón en ambas ediciones.
Tras mantenerse en la División de Honor durante 23 años seguidos, en la temporada 2001-02 pierde la categoría y está varios años ascendiendo y descendiendo de categoría.
En la temporada 2012-13, con un equipo formado exclusivamente con gente de la cantera, consigue el ascenso a la OK Liga, bajo la dirección del entrenador debutante José Martos. En la temporada siguiente logra mantener con dificultades la categoría.
Cinco jornadas antes de finalizar la temporada 2014-15 se consumó su descenso matemático a la Primera División, categoría en la que milita actualmente el equipo (denominada desde la temporada 2018-19 OK Liga Plata).

## Palmarés
- 1 Copa de la CERS: 1985-86